# Notocelis gullmarensis
Notocelis gullmarensis är en plattmaskart som först beskrevs av Westblad 1946.  Notocelis gullmarensis ingår i släktet Notocelis och familjen Otocelididae. Arten är reproducerande i Sverige. Inga underarter finns listade i Catalogue of Life.